# 包玉刚实验学校
上海民办包玉刚实验学校简称包校，是一所位于中国上海的国际学校，成立于2007年。包含小学部、初中部和高中部。

## 发展
2007年，为纪念包玉刚爵士华诞90周年及香港回归10周年，其长女包陪庆教授、谭茀芸女士和外孙苏文骏先生创办了上海包玉刚实验学校。
9月，上海包玉刚实验学校小学部正式开学，共有1-3三个年级。倪谷音女士担任创校校长，并创建小学部导师团。
2009年，小学部迁入长宁区武定西路新校园（原省吾中学旧址）。
2010年，小学部新校园于9月份正式启用。中学部计划选址于松江区泰晤士小镇内。由倪谷音荣任名誉校长；吴子健担任总校长；吴沄成立中学部导师团；Tony Jaccaci为中学部执行校长。
2011年，中学部校园正式启用。
2015年，上海包玉刚实验学校成为IB学校，并成功加入国际学校协会（CIS）。Paul Wood博士被任命为中学部执行校长。